# Bieganów (Mazovie)
Pour les articles homonymes, voir Bieganów.
Bieganów (prononciation : [bjɛˈɡanuf]) est un village polonais de la gmina de Jaktorów dans le powiat de Grodzisk Mazowiecki de la voïvodie de Mazovie dans le centre-est de la Pologne.
Il se situe à environ 5 kilomètres au sud-ouest de Jaktorów (siège de la gmina), 13 kilomètres au sud-ouest de Grodzisk Mazowiecki (siège du powiat) et à 41 kilomètres au sud-ouest de Varsovie (capitale de la Pologne).

## Histoire
De 1975 à 1998, le village appartenait administrativement à la voïvodie de Skierniewice.